# Internazionali d'Italia 1970
Gli Internazionali d'Italia 1970 sono stati un torneo di tennis giocato sulla terra rossa. È stata la 27ª edizione degli Internazionali d'Italia, che fa parte del Pepsi-Cola Grand Prix 1970. Sia che il torneo maschile che quello femminile si sono giocati al Foro Italico di Roma in Italia dal 10 al 27 aprile 1970.

## Campioni

### Singolare maschile
Ilie Năstase ha battuto in finale  Jan Kodeš con il punteggio di 6–3, 1–6, 6–3, 8–6

### Singolare femminile
Billie Jean King ha battuto in finale  Julie Heldman con il punteggio di 6–1, 6–3

### Doppio maschile
Ilie Năstase /  Ion Țiriac hanno battuto in finale  William Bowrey /  Owen Davidson con il punteggio di 0–6, 10–8, 6–3, 6–8, 6–1

### Doppio femminile
Rosemary Casals /  Billie Jean King hanno battuto in finale  Françoise Dürr /  Virginia Wade con il punteggio di 6–2, 3–6, 9–7